# Camilla Grebe
Camilla Grebe (nacida en 1968) es una escritora sueca especializada en novela policiaca. Ha sido ganadora del premio Mejor Novela Policiaca Sueca y del premio Llave de Vidrio. 
Nació en la localidad de Älvsjö en 1968. Tras graduarse en la Escuela de economía de Estocolmo, participa como cofundadora de la editorial de audiolibros Storyside, de la que ejerce como directora ejecutiva. Junto con su hermana Åsa Träff publica una serie de novelas que tienen al psicólogo Siri Bergman como protagonista, dos de las cuales fueron nominadas al premio Mejor Novela Policiaca Sueca . También fue coautora de una trilogía junto con Paul Leander-Engström.  En 2015,  publica La desconocida (Alskaren Fran Huvudkontorett en sueco), su primera novela como autora única, publicando desde entonces otras cuatro novelas. Vive en Estocolmo.

## Obras publicadas

#### SerieBergman
Coescritora junto con Åsa Träff.
- Någon sorts frid (2009)
- Bittrare än döden (2010)
- Innan du dog (2012)
- Mannen utan hjärta (2013)
- Eld och djupa vatten (2015)

#### Trilogía de Moscú
Coescritora junto con Paul Leander-Engström.
- Dirigenten från Sankt Petersburg (2013)
- Handlaren från Omsk (2014)
- Den sovande spionen (2015)

#### Serie Peter, Hanne, Malin
- Älskaren från huvudkontoret (2015) Publicada en español como La desconocida, 2019, Roca Editorial
- Husdjuret (2017)
- Dvalan (2018)
- Skuggjägaren (2019)

#### Otras novelas
- Alla Ljuger (2021)